# Aphantes syscia
Aphantes syscia là một loài bướm đêm trong họ Geometridae.